# Нино Пизано
Нино Пизано (итал. Nino Pisano; 1315, Пиза, Тоскана — 1370, Пиза, Тоскана) — итальянский скульптор, бронзолитейщик, чеканщик и художник-ювелир периода проторенессанса луккано-пизанской школы. Сын Андреа Пизано.

## Биография
Биографических данных о художнике крайне мало. Известно, что он работал в 1343—1368 годах, сотрудничал с отцом в создании скульптур для церквей Сан-Дзаниполо в Венеции и Санта-Катерина в Пизе, а также создал несколько рельефных панелей для колокольни собора Санта-Мария-дель-Фьоре во Флоренции. В 1349 году Нино стал преемником отца в работах над собором Орвието. В отличие от творчества отца Нино, отрицая новации антикизирующих мотивов, отчасти вернулся к готическим традициям.
Среди произведений, которые он выполнил самостоятельно, известны «Мадонна с Младенцем» в церкви Санта-Мария-Новелла во Флоренции, Святого епископа в соборе Ористано и Памятник епископу Шерлатти, который теперь находится в Музее Пизанского собора. Среди других произведений, условно приписываемых мастеру, — «Мадонна с розой» в церкви Санта-Мария-делла-Спина, «Мадонна с Младенцем» в базилике Санта Мария Аннунциата в Трапани и «Мадонна дель Латте» в Музее Сан-Маттео, в Пизе. «Благовещение», некогда находившееся в церкви Санта-Катерина, ныне находится в Национальной галерее искусства в Вашингтоне, округ Колумбия, США.

## Галерея

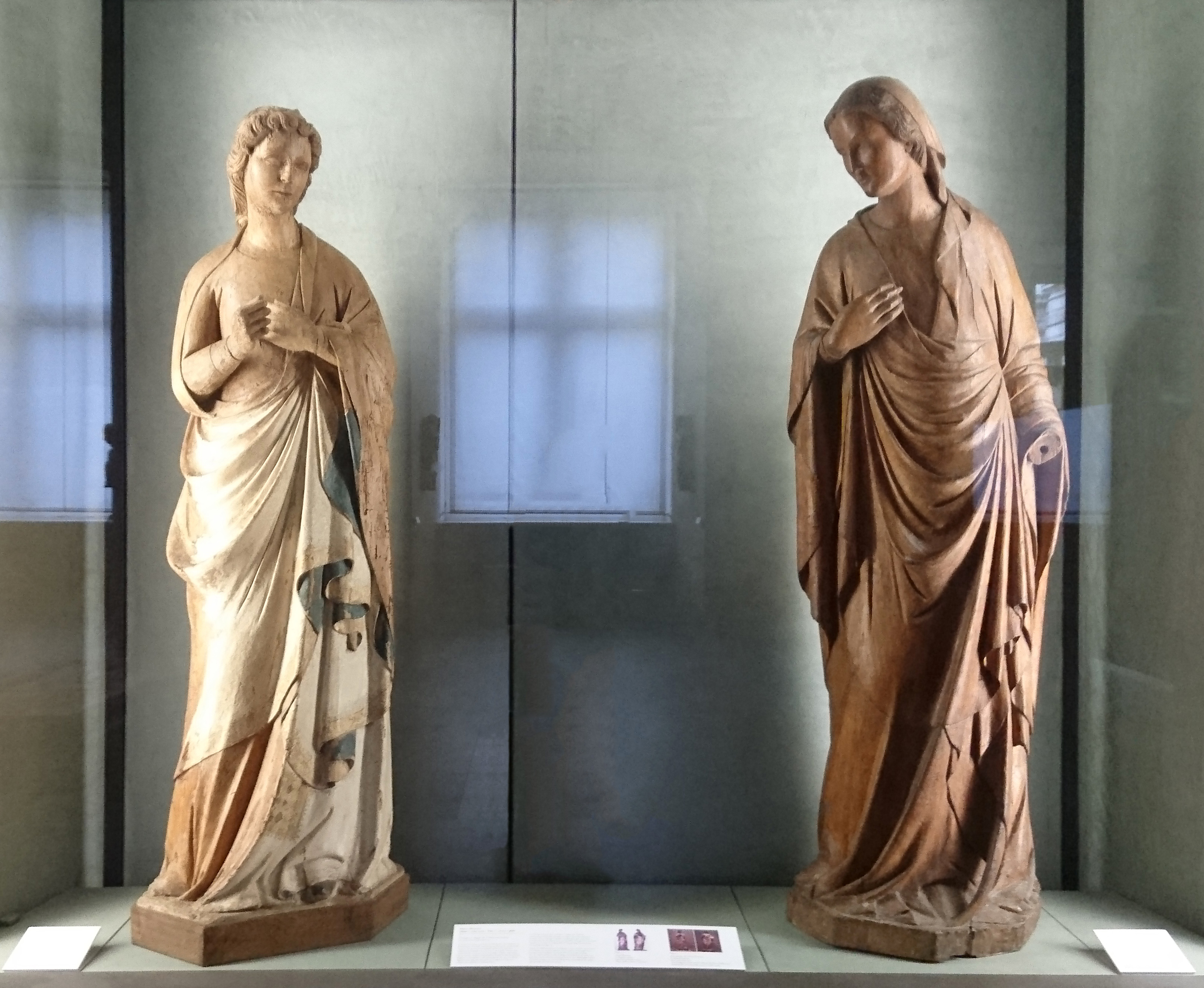
Благовещение. Между 1350 и 1375. Мрамор. Лувр (Музей Клюни), Париж
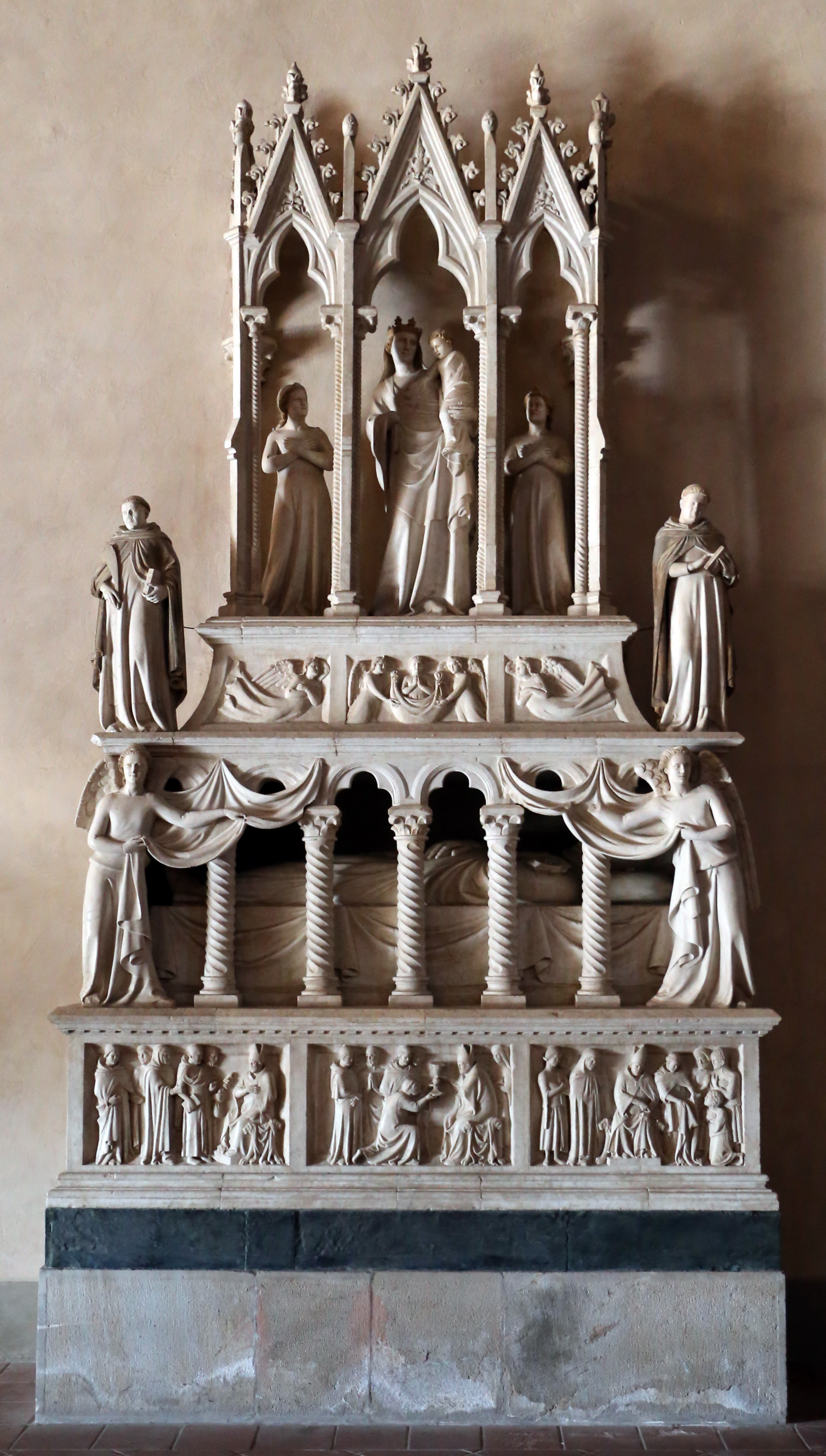
Андреа и Нино Пизано. Надгробие архиепископа Симоне Сальтарелли в церкви Санта-Катерина. 1342. Мрамор. Пиза
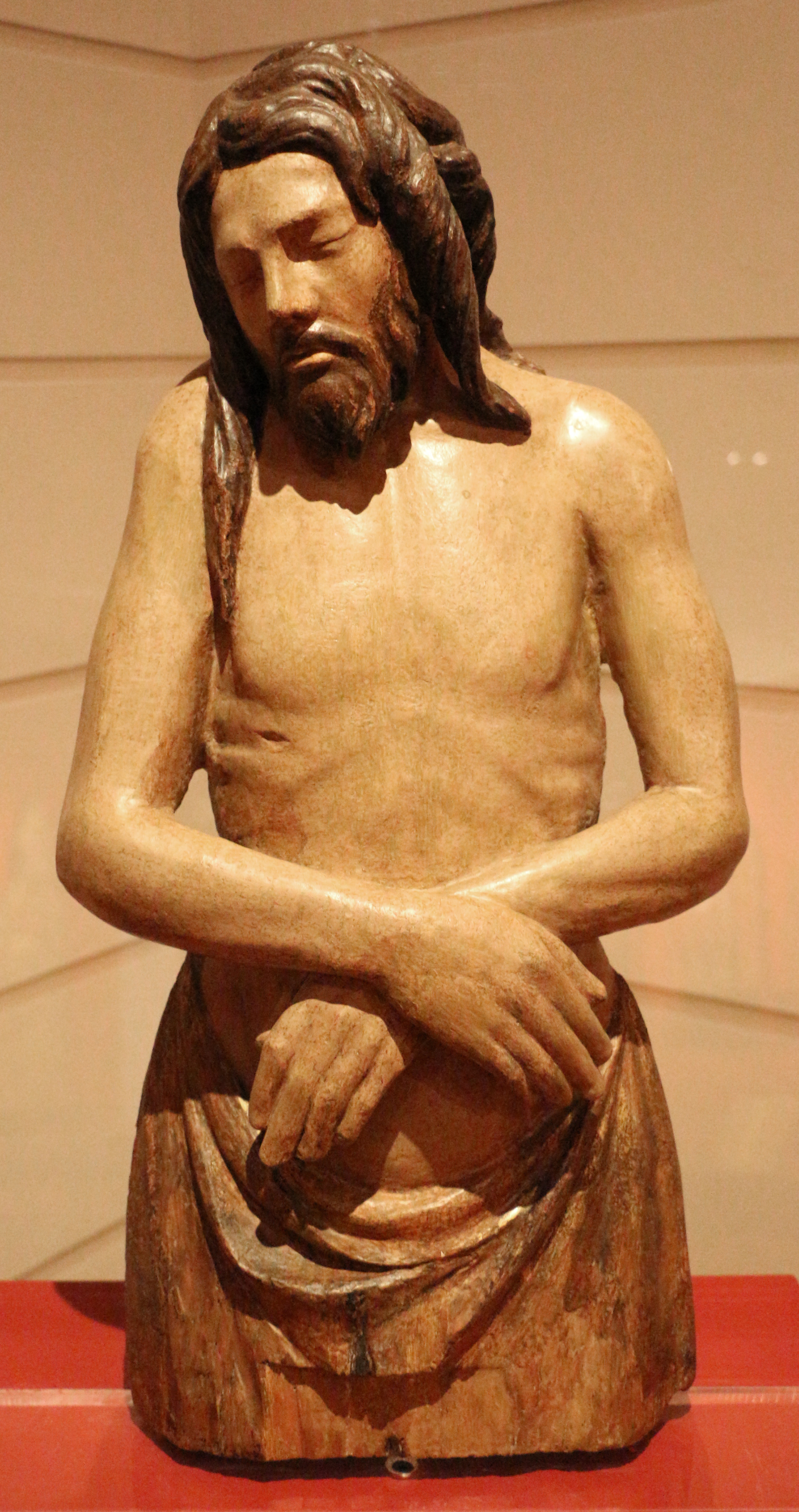
Христос скорбящий. Дерево. Палаццо Блю, Пиза
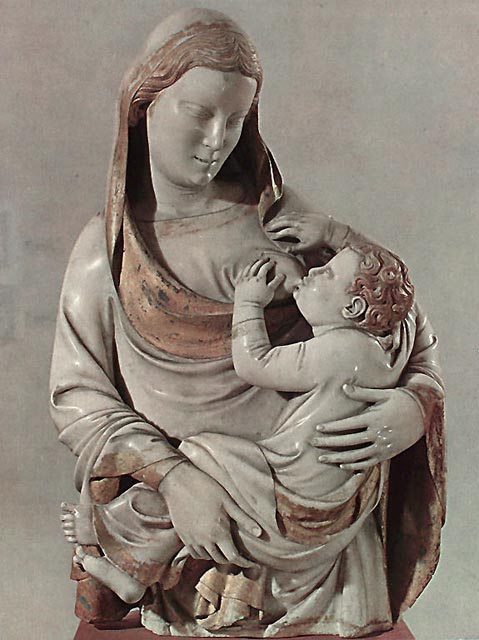
Андреа и Нино Пизано. Мадонна дель Латте (Млекопитательница). Между 1346 и 1348. Мрамор, роспись. Скульптура оратория Санта-Мария-делла-Спина. Музей Сан-Маттео, Пиза
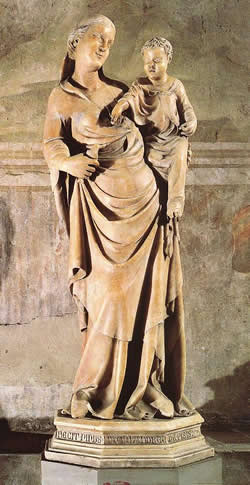
Мадонна с Младенцем. Церковь Санта-Мария-Новелла, Флоренция
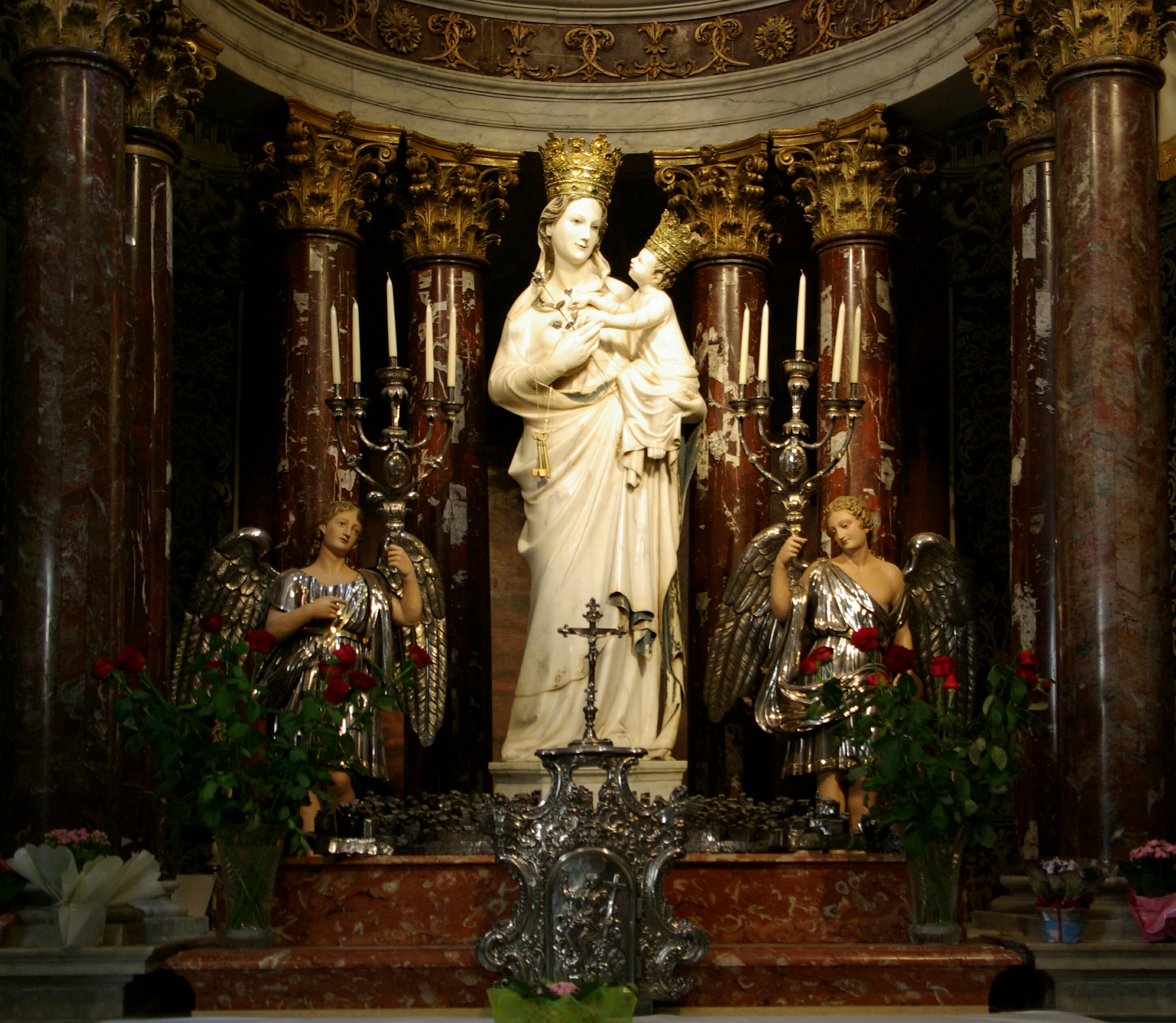
Мадонна с Младенцем. Базилика Санта-Мария-Аннунциата, Трапани, Сицилия
Надгробие дожа Марко Корнаро. 1368. Церковь Сан-Дзаниполо, Венеция